# Bersagli artificiali per il sonar

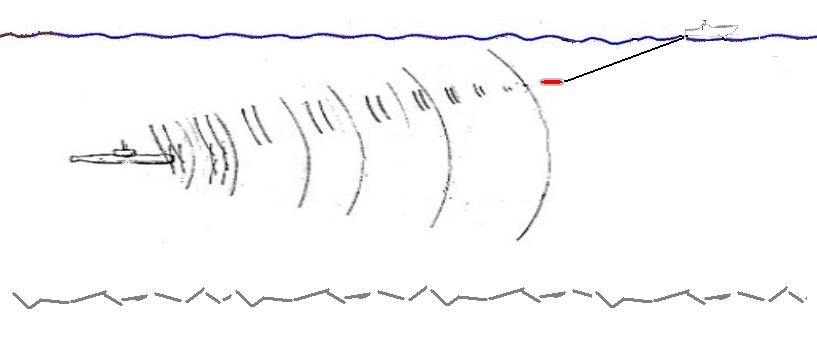
Bersaglio sonar trainato

L’impiego dei bersagli artificiali nella conduzione degli apparati sonar a bordo dei sottomarini è necessario, sia per un controllo in mare delle prestazioni generali dell'apparato dipendenti dall'insieme: elettronica, trasduttori, cuffia idrodinamica , 
cavi e giunzioni, per verificarne lo stato corretto al fine di garantire la costanza delle condizioni ottimali di scoperta, sia per l’addestramento degli operatori nelle fasi di scoperta sonar.
La soluzione di questa esigenza sarebbe risolta se si potesse, facilmente, uscire in mare con un secondo battello come bersaglio; questa condizione non è sempre possibile, sia a causa della difficoltà ad impegnare un secondo battello operativo, sia per problemi di sicurezza nel caso di navigazione contemporanea di due sottomarini.
I bersagli artificiali per il sonar possono sopperire alla presenza di un bersaglio vero risolvendo soddisfacentemente le problematiche accennate.

## Bersagli meccanici
Se si pensa ad un bersaglio, quale ad esempio un triedro, una sfera od un cilindro, questi dovrebbero uguagliare una superficie equivalente pari a quella di un sottomarino di media grandezza, tale da presentare un {\displaystyle TS} forza del bersaglio (target strength)
dell'ordine di {\displaystyle 15\ dB.}
L'ipotesi dell'impiego di un triedro come bersaglio mobile non è accettabile per la variazione del suo assetto lungo il percorso che provocherebbe sensibili variazioni del {\displaystyle TS.}
Per la sfera ed il cilindro, invece, utilizzando le formule sotto riportate, relative alla determinazione del {\displaystyle TS} per i due solidi, calcoliamo le dimensioni meccaniche che questi dovrebbero avere per ottenere un {\displaystyle TS=15\ dB}
- per la sfera di raggio {\displaystyle r} in metri:

essendo {\displaystyle TS={20\cdot log_{10}{(2\cdot r/4)}}} si ha:
{\displaystyle r=2\cdot 10^{TS/20}} {\displaystyle =2\cdot 10^{15/20}} = {\displaystyle 11.2}
- per il cilindro di raggio {\displaystyle r} e lunghezza {\displaystyle L}, in metri, essendo

{\displaystyle TS={10\cdot log_{10}{(r\cdot L^{2}/2\cdot \lambda })}}
se {\displaystyle L=3\ m}  e {\displaystyle \lambda =0.15} ( lunghezza d'onda dell'impulso ricevuto) si ha 
{\displaystyle r=(2\cdot \lambda /L^{2}){(10^{TS}/10)}} = {\displaystyle (2\cdot 0.15/3^{2}){(10^{25}/10)}} = {\displaystyle 1.05\ m}
Dai dati emersi risulta che la sfera non sarebbe ragionevolmente costruibile  ; per il cilindro, qualora costruito, si presenterebbero enormi difficoltà di movimentazione e posizionamento alla quota d'impiego.
Da qui nasce l'esigenza della realizzazione di bersagli simulati trainati od autonomi .

## Bersagli elettroacustici trainati attivi e passivi anni 60

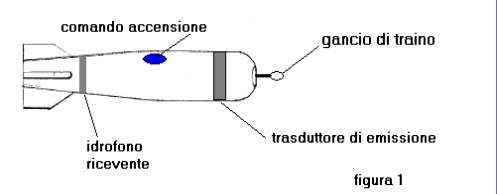
Bersaglio sonar trainato - 1960

Il bersagli venivano trainati, a quota prefissata, tramite una fune molto lunga da un mezzo leggero, ad esempio un motoscafo, al quale veniva fatta seguire una rotta stabilita per i rilievi del sonar; raggiunta la quota il comando d'accensione idrostatico attivava il dispositivo.
I bersagli elettroacustici per sonar attivi e passivi, di tipo trainato,  sono stati progettati e costruiti dalla Soc. USEA (La Spezia) negli anni 60  erano formati da un involucro cilindrico, con diametro di circa {\displaystyle 25\ cm} ed una lunghezza di circa {\displaystyle 1\ m} , con coppia di trasduttori,  ogiva di avviamento idrodinamico, alette stabilizzatrici e comando d'accensione idrostatico così come mostrato in figura:

### Caratteristiche tecniche del bersaglio per sonar in attivo (emissione di echi sintetici)

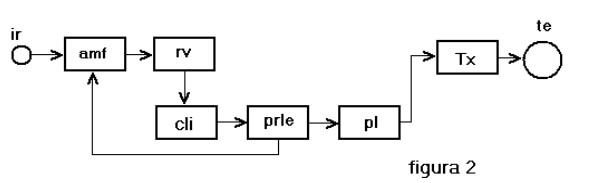
Schema a blocchi risponditore ad impulsi

Affinché il bersaglio potesse avere il {\displaystyle TS\ voluto\ di\ 15\ dB}, ad esempio, ogni qualvolta fosse stato colpito da un impulso acustico emesso dal sonar ne avrebbe a sua volta trasmesso uno (a simulazione dell'eco), dopo un tempo brevissimo, ad un livello di  {\displaystyle 15\ dB}   superiore a quello ricevuto.
Per ottenere le prestazioni indicate il bersaglio aveva una struttura secondo lo schema a blocchi di figura con i seguenti blocchi funzionali:
- ir = idrofono ricevente

- amf = amplificatore e filtro dell'impulso d'ingresso

- rv = rivelatore impulso amplificato

- cli = calcolatore livello e durata dell'impulso

- prle = predispositore livello di trasmissione e blocco ricevitore

- pl = generatore impulso di trasmissione

- Tx = trasmettitore di potenza

- te = trasduttore di emissione

Il funzionamento del sistema era il seguente:
l'impulso acustico emesso dal sonar colpiva l'idrofono ricevente (ir), la tensione impulsiva ai suoi capi veniva amplificata e filtrata nella banda stabilita dall'amplificatore (amf).
L'impulso in uscita da (amf) era rivelato di cresta da (rv) ed inviato al misuratore di livello (cli).
Il segnale in uscita da (cli) era ricevuto dal predispositore di livello (prle) che ne valutava l'ampiezza ed, in base al TS stabilito, definiva il livello dell'impulso da emettere;  contemporaneamente bloccava il ricevitore (amf).
Da (prle) scaturiva il comando per il generatore dell'impulso di trasmissione (pl) che sviluppava un impulso di ampiezza stabilita.
Il trasmettitore di potenza (Tx) riceveva l'impulso d'emissione da (pl) e lo applicava al trasduttore (te) per la restituzione in acqua dell'eco sintetico.
Una volta avvenuta l'emissione il sistema si predisponeva automaticamente per la ricezione di un nuovo impulso e la successiva emissione dell'eco sintetico.

### Bersaglio per funzionamento del sonar in passivo (emissione di rumore)

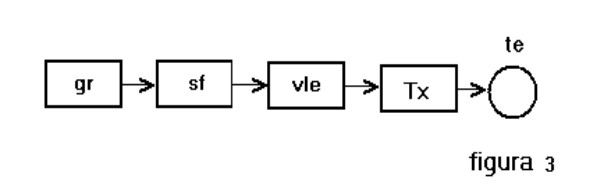
Schema a blocchi del bersaglio per l'emissione di rumore in navigazione: simulazione di un vettore in navigazione

All'interno del vettore di figura era disponibile anche la funzione di controllo dei sonar passivi.
Questa funzione aveva una struttura secondo il semplice schema a blocchi di figura:
dove:
-gr = generatore di rumore ad ampio spettro
-sf = selettore banda di emissione
-vle = variatore del livello d'emissione
-Tx = trasmettitore di potenza
-te = trasduttore d'emissione
Il bersaglio in questa predisposizione non usava l'idrofono ricevente ir, veniva preparato prima dell'immersione, mediante l'impostazione della banda di rumore, con (sf), e del livello del segnale, con (vle), che deve essere inviato a trasduttore d'emissione (te).

## Bersagli fissi attivi e passivi anni 90
Una serie di bersagli fissi  sono stati progettati e prodotti dalla Soc. USEA per misure di collaudo e controllo degli apparati sonar IP70 e IP74 installati sui sottomarini Classe Sauro.
L'impiego prevedeva un mezzo navale d'appoggio fisso e un trasduttore sferico   calato nella zona di mare interessata; il trasduttore, per le fasi di ricezione, doveva assicurare una buona precisione sui dati di sensibilità  
Il trasduttore era collegato ad un sistema elettronico di emissione e ricezione contenuto in apposito cofanetto disposto a bordo del mezzo d'appoggio.
La filosofia di funzionamento è simile a quella del bersaglio trainato illustrato nella seconda sezione di questa pagina.
Tutti i comandi relativi alla conduzione del bersaglio erano eseguiti manualmente dal cofanetto di controllo.

## Bersagli autonomi a governo componente intelligente anni 2000
Con l’avvento dei computer e delle nuove tecnologie elettroniche, di alimentazione elettrica e nautiche sono stati studiati bersagli sonar a navigazione autonoma e rotta predisponibile al momento del lancio . 
Questi bersagli svolgono entrambe le funzioni attive e passive con predisposizione delle due modi operativi sulla base delle cinematiche programmate nel computer del vettore.

### Caratteristiche del vettore portante due bersagli
La struttura del vettore che alloggia i bersagli elettroacustici autonomi è mostrata in figura, in essa si osservano:

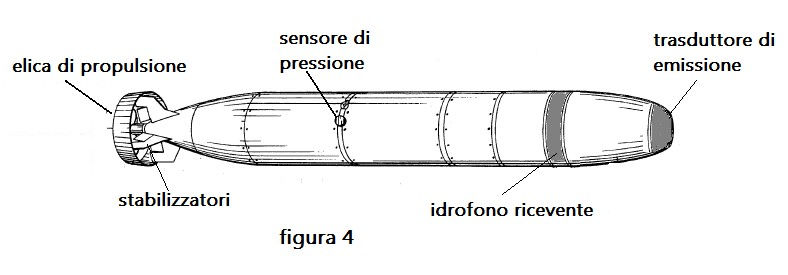
Vettore autonomo portante 2 funzioni bersaglio

- corpo cilindrico avviato di plastica per uso nautico

- trasduttore di emissione semisferico a prua del vettore

- Idrofono ricevente di tipo ad anello

- sensore di profondità

- alette stabilizzatrici

- elica di propulsione

### Schema a blocchi funzionali

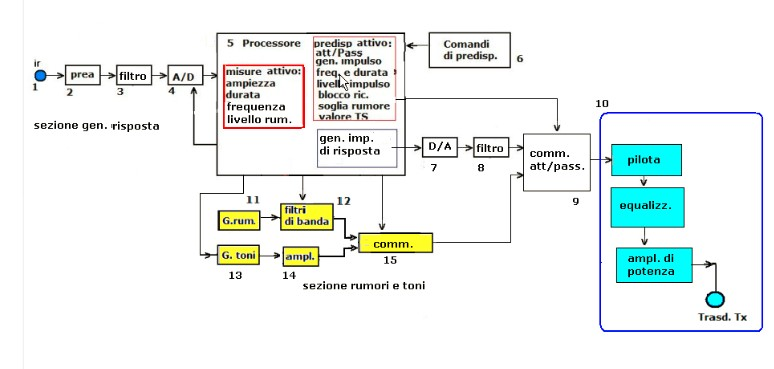
Schema a blocchi bersaglio autonomo

Il sistema di ricezione, emissione , predisposizione operative è governato da un processore veloce così come illustrato nello schema a blocchi nella figura di questa sezione:
Un esempio di sequenza funzionale è il seguente:
Predisposizione a terra
- il software del processore 5 è predisposto dall'operatore, tramite il blocco 6,  per una cinematica studiata a tavolino che prevede, in un tempo determinato, traiettorie rettilinee, curvilinee e diversive con attività di bersaglio passivo, con livello di risposta pari al TS voluto, per una certa parte della corsa e attività di tipo attivo, con livello di emissione calibrato, per il resto del tempo.

In navigazione
Primo tratto di cinematica, ricezione ed emissione impulsi:
- una volta in assetto di navigazione e un sonar di un semovente emette un impulso di ricerca del bersaglio detto impulso è ricevuto dall'idrofono 1, la tensione impulsiva conseguente è amplificata nel blocco 2, filtrata nel blocco 3 e applicata ad un convertitore analogico-digitale 4 la cui uscita è collegata al processore 5.
- Il processore 5, valutata la frequenza dell’impulso e la sua ampiezza, genera un impulso sintetico digitale adatto a simulare l’eco di un bersaglio con TS stabilito.
- Una uscita del processore 5, destinata al trasferimento degli impulsi viene convogliata al convertitore digitale analogico 7, da questo tramite il filtro 8 e il deviatore 9, predisposto per l’emissione dell’impulso, al blocco di trasmissione di potenza 10 che eccita il trasduttore semisferico disposto sulla prua del vettore.

Secondo tratto di cinematica, emissione rumori e toni:
- a comando del processore 5 viene abilitato il complesso funzionale per la generazione di rumore bianco e toni per la simulazione di un semovente lontano; i blocchi 11; 12 per la generazione del rumore bianco in forma analogica, i blocchi 13:14 per la generazione di toni la cui frequenza è governata dal processore, il blocco deviatore 15, predisposto dal processore che, secondo la programmazione iniziale, seleziona il generatore di rumore 11;12.
- La tensione di rumore, tramite il commutatore 9 opportunamente predisposto, è applicata al blocco 10 per l’emissione del rumore atto a simulare un semovente in navigazione.

#### Livelli impulsi sonar e rumore ricevuti

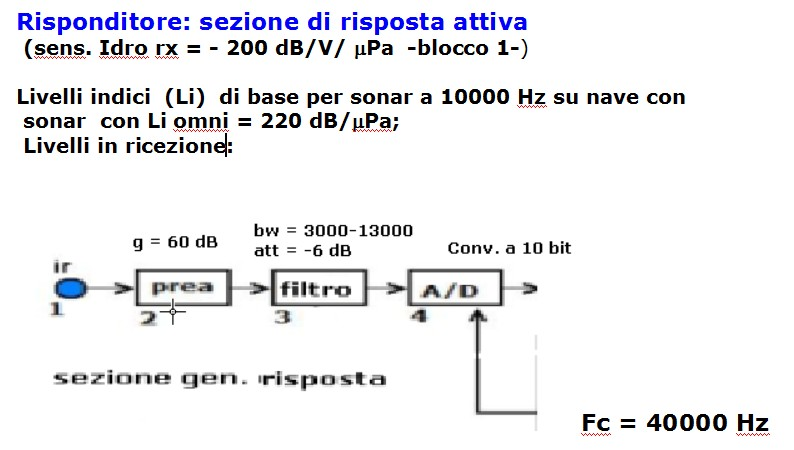

Con riferimento alla figura di destra è presa in esame la dinamica dei livelli: 
- Caso A : nave lontana {\displaystyle (R=10000\ m)}
- Caso B; nave vicina {\displaystyle (R=1000\ m)}
- Caso C; soltanto il rumore del mare

I livelli delle variabili in gioco, che caratterizzano i casi citati, sono riportate nei tabulati di sinistra.

#### Osservazioni su impulso sonar ricevuto dal bersaglio
Nelle due figure di questa sezione il confronto tra l'immagine di un impulso sonar ideale ed uno reale ricevuto dal bersaglio in presenza di rumore; la differenza mostra la difficoltà da parte del calcolatore di valutare l'ampiezza effettiva dell'impulso.

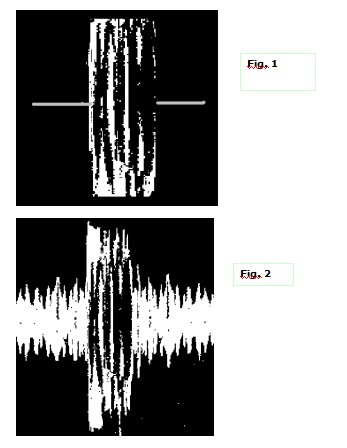
Impulso sonar ricevuto: 1) teorico - 2) reale

#### Dinamica e livelli dell'unità di emissione degli impulsi

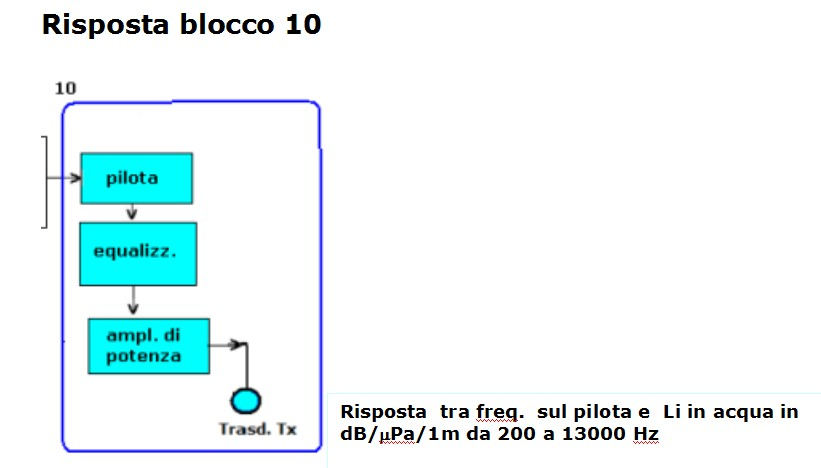

Sulla base dei valori delle tensioni impulsive viste nella sezione precedente si computa la dinamica e la potenza generata dal blocco 10.
Nell'insieme dei livelli di emissione, riportato nella figura e nel tabulato di sinistra, nel campo di frequenze {\displaystyle 200\ Hz-13500\ Hz}; la zona celeste è relativa all'emissione di toni e rumori, la zona rossa, a più alti livelli interessa l'emissione degli echi sintetici.

### Filosofia del sistema governata dal processore
In 10 punti la descrizione sintetica delle funzioni software del processore 5 nella figura della settima sezione.